# Unterhausen (Dießen am Ammersee)
Unterhausen ist ein Ortsteil des Marktes Dießen am Ammersee im oberbayerischen Landkreis Landsberg am Lech. 

## Geografie
Der Weiler Unterhausen liegt circa zwei Kilometer westlich von Dettenschwang im Gebiet des Lechrain. Östlich des Weilers fließt der Hauser Bach.

## Geschichte
Westlich des Weilers befinden sich einige eingeebnete Grabhügel aus vorgeschichtlicher Zeit.
Erstmals genannt wird Unterhausen schließlich 1270 als Husen.
Der ehemals Edenhausen genannte Weiler bestand zunächst aus zwei Halbhöfen und einer Sölde, später aus zwei Höfen und einem Gut. Alle Anwesen waren dem Hl. Geist Spital Landsberg grundbar.
Unterhausen gehörte bis zum 31. Dezember 1972 zu der ehemals selbständigen Gemeinde Dettenschwang und wurde mit dieser am 1. Januar 1972 nach Dießen am Ammersee eingemeindet.